# Lucho Quequezana
Luis Rafael Quequezana Jaimes (Lima, 25 de septiembre de 1974), más conocido como Lucho Quequezana, es un músico, multiinstrumentista, compositor, productor discográfico y comunicador peruano.
Fue el encargado en la composición de la banda sonora de los Juegos Panamericanos Lima 2019.

## Biografía
De madre profesora huanuqueña y padre ingeniero cusqueño, a los 11 años de edad, él y toda su familia, migraron a Huancayo debido a la enfermedad que sufría su hermano mayor, donde residió por algunos años y fue allí donde tuvo su contacto iniciador en la música. En la actualidad vive en el distrito limeño de Barranco. Desde sus inicios se dedica a cultivar la música tradicional andina, ejecutando más de 25 instrumentos, tanto de cuerda, como percusión y vientos. Quequezana inició su aprendizaje a los 11 años de edad y de manera autodidacta, y a los 13 creó su primera composición. Tiempo después ingresó a la Universidad de Lima para estudiar la carrera de Comunicación. 
Su propuesta de fusión de la música peruana y sus habilidades interpretativas —multinstrumentistas— lo llevaron a difundir su arte por el mundo entero, en especial por Europa, Estados Unidos, Canadá y Asia; incluso ha llegado a tocar para el Emperador Akihito y toda la familia imperial japonesa con gran acogida.
El intérprete de música peruana tradicional concursó con el proyecto Sonidos Vivos de la Unesco, el cual pretendía enseñar la música peruana a músicos de distintas partes del mundo. El proyecto resultó ganador. En 2005 consiguió la beca de la Unesco, para su proyecto musical en Canadá.
En 2002, Quequezana abrió el estudio Cabina Libre en Lima, donde empezó a componer para películas, obras, radio y televisión.
En el Perú, su disco Kuntur fue el más vendido en 2011. También fue el cuarto más vendido en 2012.
Quequezana es embajador de la Marca Perú.
En 2012, empezó a conducir el programa Prueba de sonido por Plus TV. El mismo año presentó un espectáculo junto a Huu Bac Quach, con quien trabajó en Sonidos Vivos.
En marzo de 2013, Quequezana realizó el primer concierto con energía solar en Perú, en la Plaza de Armas de Lima. Esto se complementó en otro concierto desde el Teatro Peruano Japonés.
Lucho Quequezana participó en la composición de la banda sonora de Lima 2019. En 2024, relanzó en escena su banda sonora.
En 2025 crea el DanSa, un restaurante que combina la comida peruana con las danzas populares del Perú, junto a la coreógrafa Vania Masias.

## Discografía
- Kuntur (2004)
- Combi (2014)
- Pangea (2018)

## Reconocimientos
Quequezana ha recibido los siguientes reconocimientos:
- Ganador del primer premio en Concurso de Cortometrajes 2001 del Conacine. Categorías Mejor Director y Mejor Cortometraje. (Lima, Perú)
- Finalista en las Olimpiadas de las Culturas WCO Corea 2004. (Seúl, Corea)
- Miembro del jurado del Festival Latinoamericano El Cine en 2004, 2005 y 2007. (Lima, Perú)
- Ganador de la Residencia Unesco - Aschberg - MMM 2006. (Canadá)
- Distinción en 2006 como Mejor Performance en la historia de la Residencia Unesco Aschberg- MMM con su proyecto Sonidos Vivos. (Canadá)
- Miembro del Jurado Internacional Premio Galaxy Canadá 2007. (Canadá)
- Nominación a Concierto del Año en Premios Opus 2007. (Canadá)
- Miembro del Jurado de Selección Unesco Aschberg para el año 2007 (Canadá).
- Premio Conacine 2007 en categoría Mejor Música. (Lima, Perú)
- Premio en Concurso de Proyectos Documentales Conacine 2008 con el proyecto-documental sobre Sonidos Vivos. (Lima, Perú)
- Premio Ibermedia 2009 con el proyecto documental sobre Sonidos Vivos. (España)
- Quequezana recibió un premio por parte de Indecopi, por emplear exitosamente las herramientas de la propiedad intelectual.[18]
- Nominación a los Latin Grammy 2014 por su disco "Combi".
- Premio Nacional de Cultura 2014.[19]